# Mesochorus inflatus
Mesochorus inflatus là một loài tò vò trong họ Ichneumonidae.